# Frolic Through the Park
Frolic Through the Park — второй студийный альбом филиппинно-американской трэш-метал-группы Death Angel, был выпущен 1988 году на лейбле Enigma Records. Диск занял 143-е место в американском чарте Billboard 200 и 48-е в голландском чарте MegaCharts.

## Об альбоме
На песню «Bored» был снят видеоклип, она также была использована в саундтреке фильма «Кожаное лицо: Техасская резня бензопилой 3». Название трека «Why You Do This» (рус. зачем ты это делаешь) позаимствовано из фильма «Изгоняющий дьявола».
Из интервью Марка Осегуеда: Песня «Mind Rape» — о Чарльзе Мэнсоне? Почему вы решили затронуть эту тему?
Совершенно верно. Просто нам это показалось интересным. Люди позволяют другим себя контролировать, не говоря уже о том, что они могут убить во имя того, кому поклоняются. Я нахожу это очень странным. Прекрасно, когда люди верят в высшую силу, но мне сложно поверить в то, что эта сила может быть воплощена в том, кого мы каждый день видим по телевизору. Поразительно, все эти люди либо не совсем в ладах со своей головой, либо очень нуждаются в поводыре.

## Список композиций
1. «3rd Floor» — 4:55
2. «Road Mutants» — 3:43
3. «Why You Do This» — 5:29
4. «Bored» — 3:29
5. «Devil’s Metal» — 5:33
6. «Confused» — 7:24
7. «Guilty of Innocence» — 4:24
8. «Open Up» — 5:41
9. «Shores of Sin» — 6:28
10. «Cold Gin» — 4:20 (Kiss кавер)
11. «Mind Rape» — 5:17

## Участники записи
- Марк Осегуеда — вокал
- Роб Кавестани — гитара
- Гас Пепа — гитара
- Деннис Пепа — бас-гитара
- Энди Гэлион — ударные